# Kenjirō Tsuda
Kenjirō Tsuda (jap. 津田 健次郎 Tsuda Kenjirō; ur. 11 czerwca 1971) – japoński seiyū i aktor, związany z agencjami Stardust Promotion oraz Mediarte Entertainment Works.

## Filmografia
Ważniejsze role są pogrubione.

### Seriale anime
- ACCA: 13-ku Kansatsu-ka (Nino)
- Air (Keisuke)
- Air Gear (Spitfire)
- Ashita no Nadja (Harvey Livingston)
- Atak Tytanów (Hannes)
- Baka to Test to Shōkanjū (Shin Fukuhara)
- Basquash! (Ganz Bogard)
- Boku no Hero Academia (Kai Chisaki)
- Boruto: Naruto Next Generations (Jigen)
- Fairy Tail (Bacchus Groh)
- Glass Fleet (Cleo)
- Golden Kamuy (Hyakunosuke Ogata)
- Hakuōki Shinsengumi Kitan (Chikage Kazama)
- Jujutsu Kaisen (Kento Nanami)
- Ku twej wieczności (Mężczyzna w czarnym kapturze)[1]
- Tower of God (Lero-ro)
- JoJo’s Bizarre Adventure (Tiziano)
- Kengan Ashura (Gaolan Wongsawat)
- Katekyō Hitman Reborn! (dorosły Lambo, Spanner, Lampo, Romeo)
- Kekkaishi (Byaku)
- Lemon Angel Project (Masami Kudou)
- Lovely Complex (Ryoji Suzuki)
- Metal Fight Beyblade (Ryuuga)
- Moshidora (Makoto Kachi)
- Nabari no ō (Yukimi Kazuhiko)
- Naruto (Aoba Yamashiro)
- Naruto Shippūden (Aoba Yamashiro)
- Nurarihyon no Mago (Ibaraki Doji)
- Thermae Romae Novae (Lucius Modestus)
- Saint October (Kurtz)
- Seven Deadly Sins (Monspeet)
- Soul Eater (Mifune)
- Speed Grapher (Niihari)
- Słodkie, słodkie czary (Rockin' Robin)
- The Prince of Tennis (Sadaharu Inui)
- Tiger & Bunny (Nathan Seymore / Fire Emblem)
- Yakuza w fartuszku. Kodeks perfekcyjnego pana domu (Tatsu)
- Yu-Gi-Oh! Duel Monsters (Seto Kaiba, kapłan Seto, Critias)
- Yu-Gi-Oh! GX (Seto Kaiba, Kaibaman)
- Zoids Genesis (Seijūrō)
- Id:INVADED (Narihisago Akihito)
- Maō-sama, Retry! (Hakuto Kunai)

### Drama CD
- Ouran High School Host Club (Takashi Morinozuka)
- GetBackers (Murasakimaru)
- Bara jō No Kiss (Mutsuki Kurama)

### Gry komputerowe
- Hakuōki Shinsengumi Kitan (Chikage Kazama)
- Hakuōki Zuisōroku (Chikage Kazama)
- Hakuōki Shinsengumi Kitan (PSP) (Chikage Kazama)
- Hakuōki Shinsengumi Kitan (PS3) (Chikage Kazama)
- Hakuōki Yugiroku (Chikage Kazama)
- Nana (PS2) (Yasushi Takagi)
- Enchanted Arms (Raigar)
- Apollo Justice: Ace Attorney (Kirihito Garyuu)
- Soulcalibur IV (Maxi)
- Soulcalibur: Broken Destiny (Maxi)
- Armored Core Nexus i Armored Core Last Raven (Jack-O)
- Sekiro: Shadows Die Twice (Genichiro Ashina)
- Melty Blood: Type Lumina (Vlov Arkhangel)[2]

### Tokusatsu
- Kamen Rider Den-O (Oct Imagin)